# Bernard Aujoulat
Bernard Aujoulat est un footballeur français, né le 19 mars 1964 à Tarascon en France, évoluant au poste de défenseur.

## Biographie
Il est formé au Nîmes Olympique au poste de défenseur.

## Statistiques
| Saison                | Club                  | Championnat           | Championnat | Championnat | Coupe(s) nationale(s) | Coupe(s) nationale(s) | Total | Total |
| Saison                | Club                  | Division              | M.          | B.          | M.                    | B.                    | M.    | B.    |
| 1980-1981             | Nîmes Olympique       | Division 1            | 2           | 0           | 0                     | 0                     | 2     | 0     |
| 1981-1982             | Nîmes Olympique       | Division 2            | 6           | 0           | 0                     | 0                     | 6     | 0     |
| 1982-1983             | Nîmes Olympique       | Division 2            | 11          | 0           | 0                     | 0                     | 11    | 0     |
| 1983-1984             | Nîmes Olympique       | Division 1            | 12          | 3           | 1                     | 0                     | 13    | 3     |
| Sous-total            | Sous-total            | Sous-total            | 31          | 3           | 1                     | 0                     | 32    | 3     |
| 1984-1985             | Limoges FC            | Division 2            | 32          | 1           | 0                     | 0                     | 32    | 1     |
| 1985-1986             | Limoges FC            | Division 2            | 31          | 1           | 5                     | 0                     | 36    | 1     |
| 1986-1987             | Limoges FC            | Division 2            | 32          | 0           | 1                     | 0                     | 33    | 0     |
| Sous-total            | Sous-total            | Sous-total            | 95          | 2           | 6                     | 0                     | 101   | 2     |
| 1987-1988             | SC Abbeville          | Division 2            | 32          | 5           | 3                     | 1                     | 35    | 6     |
| 1988-1989             | SC Abbeville          | Division 2            | 8           | 1           | 0                     | 0                     | 8     | 1     |
| Sous-total            | Sous-total            | Sous-total            | 40          | 6           | 3                     | 1                     | 43    | 7     |
| 1989-1990             | AS Beauvais Oise      | Division 2            | 32          | 1           | 1                     | 0                     | 33    | 1     |
| 1990-1991             | AS Beauvais Oise      | Division 2            | 30          | 0           | 2                     | 1                     | 32    | 1     |
| Sous-total            | Sous-total            | Sous-total            | 62          | 1           | 3                     | 1                     | 65    | 2     |
| 1991-1992             | Tours FC              | Division 2            | 19          | 0           | 0                     | 0                     | 19    | 0     |
| 1992-1993             | Tours FC              | Division 2            | 27          | 0           | 0                     | 0                     | 27    | 0     |
| Sous-total            | Sous-total            | Sous-total            | 46          | 0           | 0                     | 0                     | 46    | 0     |
| Total sur la carrière | Total sur la carrière | Total sur la carrière | 274         | 12          | 13                    | 2                     | 287   | 14    |